# Красномайская (Чувашия)
Краснома́йская (чув. Красномайски) — деревня в Порецком районе Чувашской Республики Российской Федерации. Входит в Мишуковское сельское поселение.

## География
Деревня находится в юго-западной части Чувашии, в пределах Чувашского плато, в зоне хвойно-широколиственных лесов.

### Климат
Климат характеризуется как умеренно континентальный, с продолжительной морозной зимой и тёплым летом. Среднегодовая температура воздуха — 3,6 °С. Средняя температура воздуха самого тёплого месяца (июля) — 19,1 °C (абсолютный максимум — 38 °C); самого холодного (января) — −12,3 °C (абсолютный минимум — −44 °C). Безморозный период длится около 140 дней. Среднегодовое количество атмосферных осадков составляет 525 мм, из которых 352 мм выпадает в вегетационный период

## История
Основано в XVIII веке, историческое название — сельцо Новосёлки. В 1825 году принадлежало помещице Перхуровой.
Следующее название деревни — Пехорка. Переименовано было 31 мая 1965 года указом Президиума ВС РСФСР.

## Население
| 2010 | 2012 |
| ---- | ---- |
| 59   | →59  |

### Национальный и гендерный состав
Согласно результатам переписи 2002 года, в национальной структуре населения русские составляли 100 % от общей численности в 71 чел., из них мужчин 36, женщин 35.

## Инфраструктура
Личное подсобное хозяйство.
Основа экономики — сельское хозяйство.

## Транспорт
Деревня доступна автотранспортом. 